# ألاكينا مان
ألاكينا مان (بالإنجليزية: Alakina Mann)‏، ممثلة بريطانية وُلدت في 1 أغسطس 1990. اشتهرت بدورها في فيلم الرعب النفسي الآخرون، الذي أخرجه الإسباني-التشيلي أليخاندرو آمينابار، ولعبت فيه نيكول كيدمان دور البطولة. استوحي الفيلم جزئيًا من إحدى الروايات. نالت مان ترشيحًا لجائزة زحل، التي تُمنح من قبل أكاديمية الخيال العلمي، والمتخصصة في تكريم أفلام الخيال والرعب، كما رُشحت عن دورها في فيلم الفتاة ذات القرط اللؤلؤي.

## روابط خارجية
- لا بيانات لهذه المقالة على ويكي بيانات تخص الفن